# Wangen-Brüttisellen
Wangen-Brüttisellen ist eine politische Gemeinde im Bezirk Uster des Kantons Zürich in der Schweiz. Bis 1976 wurde die Gemeinde offiziell Wangen (ZH) genannt.

## Geographie
Wangen liegt im Glatttal im nördlichen Teil des Bezirks Usters. Während der Ortsteil Brüttisellen praktisch komplett mit Zürichs Industrievororten Dietlikon und Wallisellen zusammengewachsen ist, wo sich insbesondere grosse Einkaufszentren mit modernen Wohnüberbauungen abwechseln, hat Wangen mit seinen Fachwerkbauten seinen ländlich-bäuerlichen Charakter weitgehend bewahrt. In Wangen befindet sich der geografische Mittelpunkt des Kantons Zürich.

## Geschichte
Das Dorf wurde 1148 erstmals als Britisseldon und danach ab 1242 als Wangen apud Glatto erwähnt.
Ein Grabhügel aus der Hallstattzeit (800–500 v. Chr.), der Wieslistein in Wangen und römische Funde im Gebiet Lindenbuck bei Brüttisellen zeugen von früher Besiedelung der Gegend.
1192 wurde Wangen von den Toggenburgern an die Johanniterkomturei Bubikon zu deren Gründung geschenkt. Brüttisellen, welches im 13. Jahrhundert Sitz eines Rittergeschlechts war, soll später gegenüber Rapperswil zinspflichtig geworden sein. Von 1534 bis 1541 war der Reformator Ulrich Bolt Pfarrer in Wangen. Im Jahr 1618 verkaufte das in Geldnöte geratene Bubikon seine Wangemer Gerechtigkeit an Zürich und die niedere Gerichtsbarkeit ging an den Landvogt von Kyburg.
Die beiden Teile Wangen und Brüttisellen (689955 / 253310) bilden seit 1831 eine politische Gemeinde.
Seit Anfang 2009 verfügt die schweizerische Flugsicherungsgesellschaft Skyguide über einen grossen Standort am Rand von Wangen zwischen Brüttiseller Kreuz und Militärflugplatz Dübendorf.

## Wappen
Blasonierung

Wappen vom Ortsteil Brüttisellen

In Silber ein beblätterter grüner Hanfstängel mit goldenem Blütenstand.
Der Hanfstängel ist seit dem Beschluss der Gemeindeversammlung vom 14. Dezember 1934 das Wappen von Wangen-Brüttisellen.
Die Brüttiseller «Rose»
Im Jahre 1384 soll Brüttisellen an die Toggenburger gekommen sein. Als das Dorf im Mittelalter von der Pest heimgesucht wurde, sollen nur zwei Schwestern überlebt haben. Diese heirateten später nach Rapperswil, wodurch Brüttisellen dem «Rosenstädtchen» zinspflichtig geworden sei.
Der Wangemer «Hanfstängel»
Im Jahre 1743 zeigte das Lexikon von Meiss das Wangemer Wappen in Rot einen grünen Laubbaum – wohl eine Linde – auf grünem Grund. In der Gemeinde Brüttisellen liess sich dieses Wappenbild als Steinhauerarbeit von 1826 über der Türe des Schulhauses Massjuchert nachweisen. Das Zeichen wurde im Jahr 1886 noch auf der Feuerwehrspitze angebracht. Damals hatte aber bereits ein zweites Wappenbild Verbreitung gefunden: ein grüner Hanfstängel in silbernem Feld. Die Darstellung geht wohl auf die Wappentafel von Krauer um 1860 zurück und erscheint nur wenig später auf der Männerchorfahne. Da Lindau die Linde führen wollte, entschied sich die Gemeindeversammlung Wangen am 14. Dezember 1934 für das Wappen mit dem Hanfstängel.

## Bevölkerung
Im Jahr 2024 lebten in der Gemeinde 8263 Personen.
| Bevölkerung (Pers)                 | 8'263 |
| Bevölkerung: Heimat Schweiz (Pers) | 5'940 |
| Bevölkerung: Heimat Ausland (Pers) | 2'323 |
| Ausländeranteil (in %)             | 28,1  |
| Bevölkerung: Frauen (Pers)         | 4'058 |
| Bevölkerung: Männer (Pers)         | 4'205 |
| Bevölkerungsdichte (Einw./km²)     | 1'045 |

## Politik
Gemeindepräsidentin ist Marlies Dürst-Weber (Forum, Stand 2023). 
| Mitglieder des Wangen-Brüttiseller Gemeinderats (2014–2020) | Mitglieder des Wangen-Brüttiseller Gemeinderats (2014–2020) | Mitglieder des Wangen-Brüttiseller Gemeinderats (2014–2020)                                | Mitglieder des Wangen-Brüttiseller Gemeinderats (2014–2020) |
| Name                                                        | Amtsantritt                                                 | Funktion                                                                                   | Partei                                                      |
| ----------------------------------------------------------- | ----------------------------------------------------------- | ------------------------------------------------------------------------------------------ | ----------------------------------------------------------- |
| Marlies Dürst-Weber                                         | 2002 / 2010                                                 | Gemeindepräsidentin / Präsidiales und Kultur                                               | Forum                                                       |
| Marco Gamma                                                 | 2014                                                        | Hochbau und Planung                                                                        | FDP                                                         |
| René Zimmermann                                             | 2010                                                        | Gesellschaft (Gesundheit, Alter, Jugend und Familie, Vereine und Sport) / 1. Vizepräsident | FDP                                                         |
| Martin Kull                                                 | 2018                                                        | Tiefbau und Sicherheit                                                                     | Forum                                                       |
| Uwe Betz-Moser                                              | 2013                                                        | Schulpräsident (Ressort Bildung)                                                           | Forum                                                       |
| Claude Dougoud                                              | 2014                                                        | Finanzen und Soziales / 2. Vizepräsident                                                   | SVP                                                         |
| Marco Bachmann                                              | 2018                                                        | Liegenschaften (inkl. Mobilität, Umwelt und IT)                                            | FDP                                                         |

Bei den Nationalratswahlen 2023 betrugen die Wähleranteile in Wangen-Brüttisellen: SVP 39,04 % (+2,95), FDP 14,89 % (−1,70), SP 12,95 % (−0,25), glp 12,66 % (−2,17), Mitte 8,88 % (+2,86), Grüne 5,08 % (−3,36), EVP 1,73 % (−0,07), EDU 1,48 (−0,04).

## Wirtschaft
Wangen-Brüttisellen hat sich seit 1980 stark wirtschaftlich entwickelt, insbesondere durch die günstige Verkehrslage am Autobahnkreuz A1/Oberlandautobahn. Während Wangen seinen landwirtschaftlichen Charakter teilweise bewahrt hat, ist Brüttisellen durch zahlreiche Wohn- und Gewerbebauten vorstädtisch geprägt und Sitz vieler Unternehmen, darunter Coca-Cola HBC Switzerland und weitere namhafte Firmen. Auch sollte Wangen-Brüttisellen unmittelbar angrenzend vom geplanten Innovationspark Zürich (Dübendorf) profitieren. Die Gemeinde profitiert von anhaltender Bautätigkeit und bleibt durch die revidierte Bau- und Zonenordnung für neue Betriebe attraktiv. Das geplante Sportzentrum Zürich, mit Investitionen von 65 Mio. Franken, wird ab 2026 zusätzliche wirtschaftliche Impulse bringen.
Das Bauprojekt «Brüttiseller Tor» in Brüttisellen umfasst etwa 190 Wohnungen sowie Flächen für Gewerbe, Büros und Restaurants. Das Investitionsvolumen beträgt rund 40 Millionen Franken. Der Baustart war Anfang 2025, die Bauzeit ist auf etwa drei Jahre angesetzt. Die Umsetzung übernimmt Allreal als Generalunternehmerin.

## Bilder

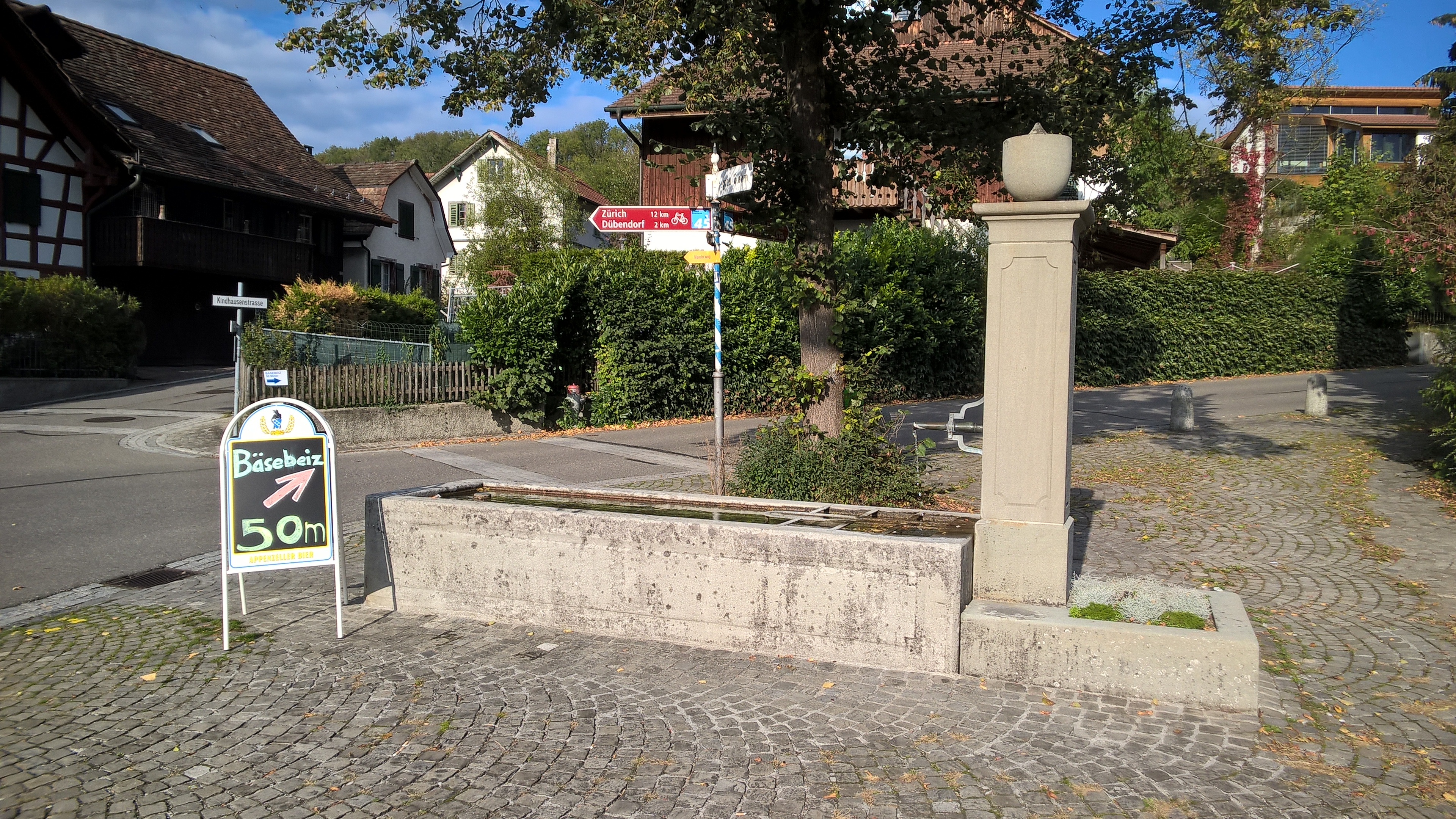
Dorfbrunnen in Wangen
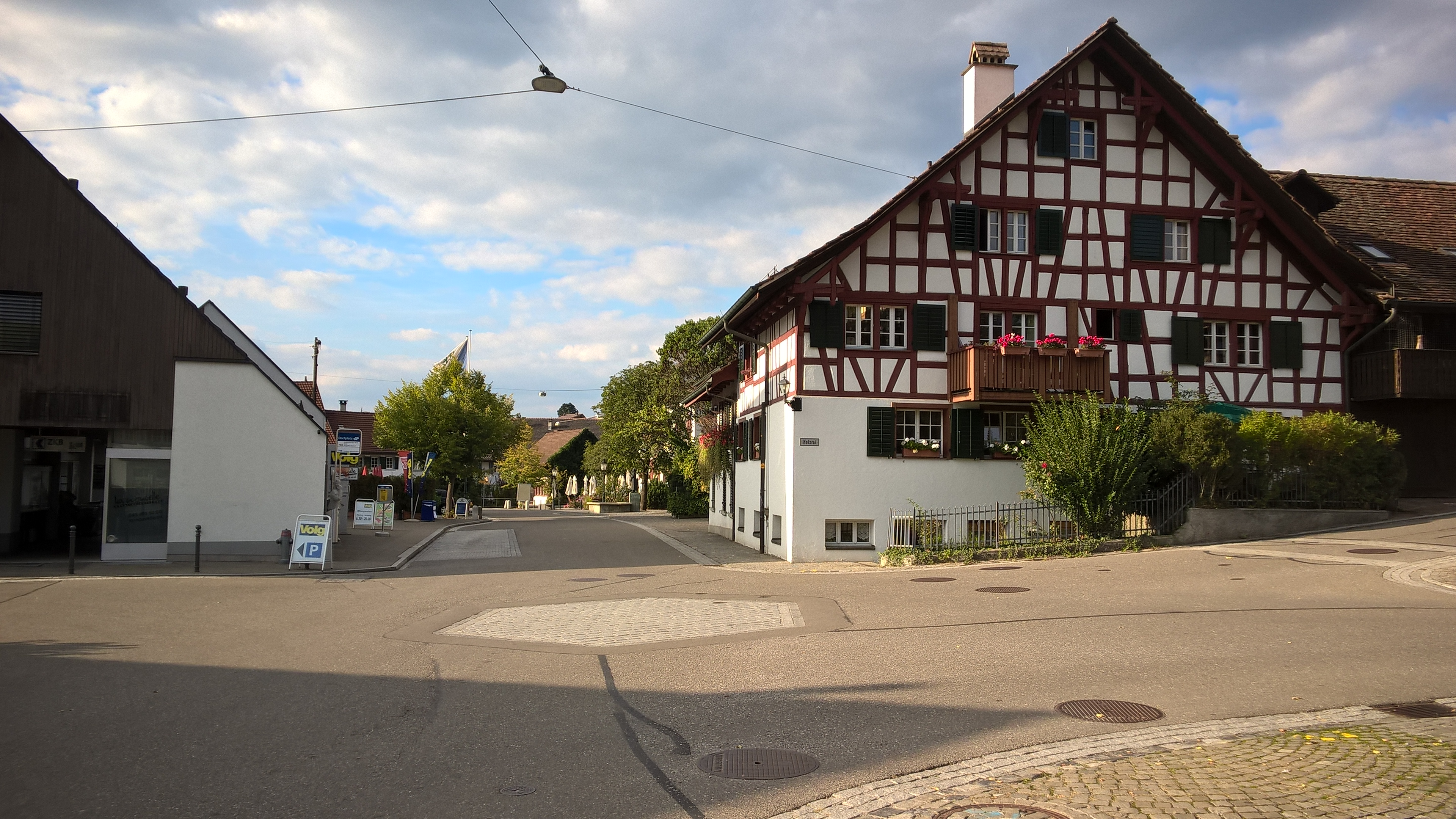
Fachwerkhaus im Dorfzentrum von Wangen
Historisches Luftbild von 1919, aufgenommen aus 1000 Metern Höhe von Walter Mittelholzer

## Persönlichkeiten
- Ulrich Bolt († unsicher, nach 1541), reformierter Pfarrer
- Celestino Piatti (1922–2007), Grafiker, Maler und Buchgestalter
- Albert Herger (1942–2009), Radrennfahrer